# ثيودور كروس
ثيودور كروس (بالإنجليزية: Theodore Cross)‏ هو محامي ومصور أمريكي، ولد في 12 فبراير 1924 في نيوتن في الولايات المتحدة، وتوفي في 28 فبراير 2010 في فورت مايرز في الولايات المتحدة.